# Dorsale Novanta Est
La dorsale Novanta Est (a volte descritta anche come dorsale 90E o dorsale 90°E) è una catena montuosa sottomarina situata sul fondo dell'Oceano Indiano così chiamata per la vicinanza al meridiano 90 E, al centro dell'emisfero orientale, a cui è quasi parallela. 
La dorsale è lunga circa 5000 km e si estende verso sud a partire dal golfo del Bengala fino quasi alla dorsale indiana sudorientale, da notare il fatto che buona parte della sua regione settentrionale è di fatto nascosta dai sedimenti della conoide sottomarina del Bengala. La formazione si estende tra il 33º parallelo sud e il 17º parallelo nord e ha una larghezza media di 200 km.
Topograficamente la dorsale divide l'Oceano Indiano in Oceano Indiano Occidentale e Oceano Indiano Orientale e termina, a sud, in corrispondenza dell'estremità occidentale della zona di frattura Diamantina, formazione che procede poi verso est fin quasi al continente australiano.

## Geologia
La dorsale è principalmente composta da basalti tholeiitici, la cui età varia da 43,2 ± 0,5 milioni di anni nella regione meridionale della dorsale a 81,8 ± 2,6 milioni di anni in quella settentrionale.
Questo aumento progressivo dell'età lungo la formazione ha fatto sorgere l'ipotesi che la dorsale sia stata creata da un punto caldo posto nel mantello terrestre al di sotto della placca indo-australiana man mano che quest'ultima si spostava verso nord, nel tardo Mesozoico e nel Cenozoico. Questa teoria è supportata da una dettagliata analisi della composizione chimica del pianoro delle Kerguelen e dei trappi di Rajmahal, formazioni che si pensa fossero parte di un enorme plateau basaltico, frutto dell'inizio dell'attività eruttiva del punto caldo delle Kerguelen, tranciato in due dallo spostamento verso nord del subcontinente indiano.
Va comunque detto che l'esistenza dei cosiddetti punti caldi nel mantello profondo è attualmente materia di dibattito nella comunità scientifica, sebbene siano comunque pochi i geochimici che propendono per un'ipotesi alternativa secondo la quale il vulcanismo dei punti caldi ha avuto un'origine molto più superficiale.

## Esplorazione
La dorsale è stata oggetto di molte ricognizioni in passato da parte del Deep Sea Drilling Program (DSDP). Nel 2007, nell'ambito dell'Integrated Ocean Drilling Program (IODP),  la RV Roger Revelle ha raccolto dati batimetrici, magnetici e sismici assieme a campioni di roccia da nove siti disposti lungo dorsale al fine di confermare o smentire le ipotesi che vedono un punto caldo all'origine della catena montuosa.

## Sismicità
L'area della dorsale Novanta Est è luogo di frequenti terremoti di elevata intensità. Proprio questo alto numero di eventi sismici è stato uno dei motivi che hanno portato a vedere la deformata regione centrale dell'Oceano Indiano come un margine di placca esteso che divide la placca indiana dalla placca australiana e a far quindi capire che India e Australia, che hanno fatto parte della stessa placca tettonica per almeno gli ultimi 32 milioni di anni, si stanno separando.